# Língua emerinhom
O emerinhom ou emerillon (emerilon) é uma língua tupi-guarani falada na Guiana Francesa. Pertence à família linguística tupi-guarani e ao tronco linguístico tupi.

## Vocabulário
Vocabulário emerinhom (Moraes 1964: 56–57):
| Português                        | Emerinhom                   |
| -------------------------------- | --------------------------- |
| anta                             | maipuri                     |
| capivara                         | capivara                    |
| quati                            | coachi                      |
| cutia                            | zananuno                    |
| morcego                          | susuri                      |
| onça                             | janapeline                  |
| ouriço                           | cuim                        |
| preguiça                         | guariri                     |
| rato-do-mato                     | atonom                      |
| serelepe                         | cotipuru                    |
| tatu                             | tatu                        |
| veado                            | caiacu                      |
| andorinha                        | xiroró                      |
| beija-flor                       | tocochi                     |
| coruja                           | cucu                        |
| picapau                          | pecu                        |
| papagaio                         | curé                        |
| tucano                           | tucano                      |
| cágado                           | tauru                       |
| camaleão                         | jamacá                      |
| cobra-cipó                       | arabote                     |
| cobra-nova                       | cutaura                     |
| jacaré                           | caimã                       |
| jibóia                           | dioi                        |
| lagarto                          | ucuraru                     |
| lagartixa                        | tamucuaré                   |
| sucuri                           | embodiú                     |
| cobra-cega                       | tatamoi                     |
| rã                               | critô                       |
| sapo                             | pureru                      |
| acará                            | acará                       |
| surubim                          | pirapocu                    |
| traíra                           | traíra                      |
| gafanhoto                        | titi                        |
| louva-a-deus                     | averucá                     |
| grilídeo, paquinha ou macaco     | cambucambu                  |
| besouros, Passalidae e Lucanidae | aramandai                   |
| besouro Cicindelidae             | pamu                        |
| borboleta                        | mapanã                      |
| borboleta Hesperiidae            | aruru                       |
| borboleta Heliconiidae           | iogo                        |
| mosquito                         | botugo                      |
| caracol (Solaropsis feisthameli) | cuerorô                     |
| caracol (Strophoceilus oblongus) | tamancinhã                  |
| caranguejo do rio                | guararu                     |
| escorpião                        | sipiri                      |
| caranguejeira                    | zandê                       |
| centopéia                        | macupepé                    |
| piolho-de-cobra (Leptodesmus)    | ambuá                       |
| piolho-de-cobra (Rhinocricus)    | araracuá                    |
| boca                             | erembé                      |
| bochecha                         | detuapê                     |
| braço                            | ejuá                        |
| cabeça                           | iacanga                     |
| cabelo                           | ecanará                     |
| cotovelo                         | diupecrerã                  |
| dedo da mão                      | poã                         |
| dedo do pé                       | pracanhu                    |
| dente                            | enaine                      |
| joelho                           | ecataque                    |
| língua                           | ecu                         |
| mão                              | epuapu                      |
| nádegas                          | eraiquarte                  |
| nariz                            | etim                        |
| olhos                            | edeá                        |
| orelha                           | nami                        |
| peito de homem                   | cambopue                    |
| perna                            | eretuma                     |
| pescoço                          | iarupu                      |
| queixo                           | eraditá                     |
| sangue                           | teurcate                    |
| seios                            | ecame                       |
| testa                            | irapucangue                 |
| umbigo                           | epunuã                      |
| ventre                           | anhe                        |
| abacaxi                          | naná                        |
| banana                           | pacuá                       |
| caju                             | cadju                       |
| água                             | i (aliás um misto de e e i) |
| cachaça                          | caxiri                      |
| cachaça de cará                  | ande mandioca               |
| cuspe                            | erendeeuê                   |
| faca                             | mariá                       |
| fogo                             | tatá                        |
| lua                              | zaê                         |
| ovo                              | upiá                        |
| sol                              | quaral                      |
| Terra                            | kiguá - carará              |
| terra                            | enê                         |